# Мартиня Вас-при-Мокроногу
Мартиня Вас-при-Мокроногу (словен. Martinja vas pri Mokronogu) — поселення в общині Мокроног-Требелно, регіон Південно-Східна Словенія, Словенія.